# Homarus americanus
Homarus americanus is een kreeftensoort uit de familie van de Nephropidae. De wetenschappelijke naam van de soort is voor het eerst geldig gepubliceerd in 1837 door Henri Milne-Edwards.
De dieren komen van nature voor aan de kust van Canada en de Verenigde Staten. 
De soort staat bekend als Canadese of Amerikaanse kreeft en geldt als lekkernij. De dieren worden massaal gegeten in Europa, ondanks dat de Europese zeekreeft daar ook leeft. De Europese kreeft en Canadese zijn nauw verwant. 